# Socket 939
Socket 939 jest podstawką dla procesorów AMD, wprowadzoną do użytku w komputerach domowych z procesorami serii K8 i  K9. Została ona wycofana a jej następcą jest Socket AM2.